# Can Öncü

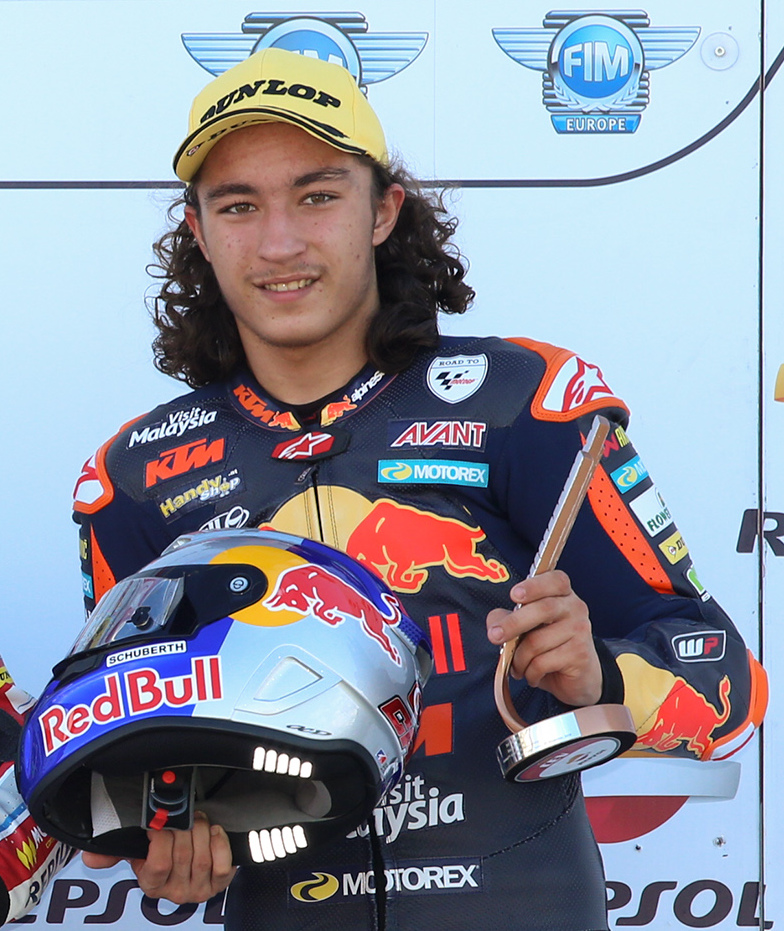
Can Öncü in 2018

Can Öncü (Alanya, 26 juli 2003) is een Turks motorcoureur. Hij is de jongste winnaar ooit van een Grand Prix in het wereldkampioenschap wegrace toen hij op een leeftijd van 15 jaar en 115 dagen de Moto3-klasse van de Grand Prix van Valencia 2018 op zijn naam schreef.

## Carrière
Öncü maakte in 2016 zijn debuut in de Asia Talent Cup. Hij behaalde een podiumplaats in de laatste race van het seizoen op het Sepang International Circuit en eindigde met 75 punten op de negende plaats in het kampioenschap. In 2017 kwam hij uit in zowel de Asia Talent Cup als de FIM MotoGP Rookies Cup, waarbij hij in beide kampioenschappen samen reed met zijn tweelingbroer Deniz. In de Rookies Cup behaalde hij vier overwinningen op het TT Circuit Assen (tweemaal), de Sachsenring en het Automotodrom Brno, waardoor hij met 165 punten derde werd in het kampioenschap. In de Talent Cup won hij vier races op het Sepang International Circuit en werd hier eveneens derde in de eindstand, dit keer met 147 punten.
In 2018 reed Öncü een dubbel programma in de FIM MotoGP Rookies Cup en het Spaanse Moto3-kampioenschap. In de Rookies Cup won hij vijf races op het Circuito Permanente de Jerez, het TT Circuit Assen (tweemaal), de Sachsenring en het Misano World Circuit Marco Simoncelli. Met 235 punten werd hij kampioen, terwijl zijn broer Deniz tweede werd in de eindstand. In de Spaanse Moto3 behaalde hij twee podiumplaatsen op het Motorland Aragón en het Circuito de Albacete en staat hij met een raceweekend te gaan achtste in het klassement. Daarnaast maakte hij dat jaar zijn debuut in de Moto3-klasse van het wereldkampioenschap wegrace met een wildcard in de laatste race in Valencia op een KTM voor het team Red Bull KTM Ajo. Oorspronkelijk mocht hij vanwege zijn leeftijd niet deelnemen, maar een reglementswijziging zorgde ervoor dat de winnaar van de Rookies Cup altijd mee mag doen in het wereldkampioenschap Moto3. Hij kwalificeerde zich als vierde en vanwege valpartijen van Marco Bezzecchi en Tony Arbolino voor hem won hij direct zijn eerste Grand Prix. Hiermee is hij de jongste coureur en de eerste Turk die een Grand Prix won, en is hij tevens de eerste coureur sinds Noboru Ueda tijdens de Grand Prix van Japan 1991 die zijn debuutrace wint.